# Amioun
Amioun(em árabe: أميون, transl. Amyūn, em grego:  Αμιούν)  é uma cidade do Líbano, capital do Distrito de Koura, encontra-se localizada no norte do Líbano, fica a 78 quilômetros de distância de Beirute e, a capital libanesa, e a Trípoli  17 quilômetros. Sua altitude é de 370 metros sobre o nível do mar.

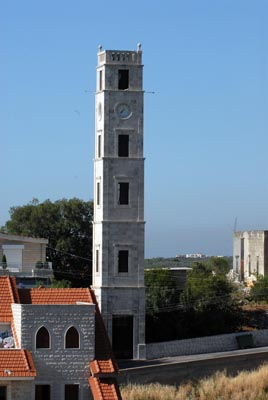
Torre do Relógio de Amioun

## História

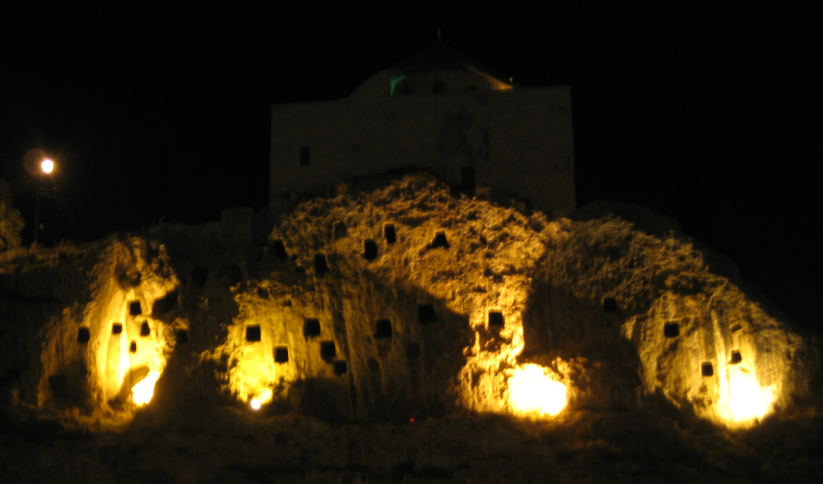
Grutas construídas nos alcantilados - Acima, Igreja de São João.

Os governantes do Líbano enviaram-lhe uma carta aos faraós de Egito datada de 1.400 A.C. , onde lhe informavam a situação libanesa, citando nessa carta o nome de Amia, nome que poderia se ter referido a Amioun. Em estudos etimológicos dos nomes dos povos do Líbano pensa-se que o nome de Amioun deriva do semita - palavra aramea Emun, o que significa uma fortaleza  invencível fortificada. A cidade é uma muito antiga e sua história se remonta ao ano 4.000 A.C., estes estudos estão dados em estudos arqueológicos realizado sobre as grutas que se encontram nos alcantilados desta população libanesa, na atualidade se encontra edificada em cima destes alcantilados, a Igreja de São Juan e a Igreja de São Jorge. 

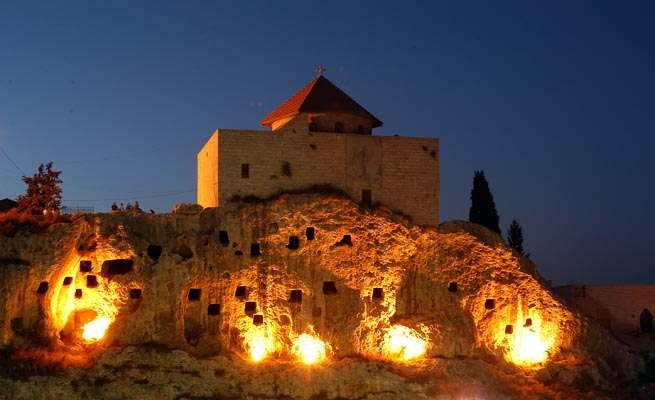
igreja São João